# 2-ピリドン
2-ピリドン (英: 2-pyridone) は分子式C5H4NH(O)の有機化合物である。この無色の結晶性固体はペプチド合成に使われる。水素結合を利用した構造を形成し、RNAやDNAで見られる塩基が対になった構造にいくぶん似ている。また互変異性を示すので、昔から研究の対象にされてきた。

## 構造
2-ピリドンはアミドに属し、窒素とそれに結合した水素とその横にカルボニル基を持つ。ペプチドではアミノ酸がこのパターンで結合している。この特徴は物理的・化学的性質に原因がある。このような化合物中では、窒素に結合した水素がほかの窒素や酸素を含む化合物と強い水素結合をつくる。

## 互変異性
窒素に結合した水素は酸素に転位することができる。この転位が起こると互変異性体である2-ヒドロキシピリジンが形成される。このラクタム-ラクチム互変異性は類似した構造を持つほかの分子でも見られる。

### 固体状態
固体状態ではほとんどが2-ピリドンとして存在する。これは、X線回折により水素は酸素より窒素に近いことが確認され、赤外分光法によりC=O結合の振動は検出されたがO-H結合の振動は検出されなかったことから確認された。

### 溶液
溶液中でもどちらの互変異性体のほうが優勢なのか調べられ、これを扱った多くの研究結果が公表された。異性体間のエネルギー差は非常に小さく、溶媒の極性に左右されることがわかった。無極性溶媒では2-ヒドロキシピリジンが優勢で、アルコールや水などの極性溶媒では2-ピリドンが優勢であった。
気相中での2つの異性体間のエネルギー差が赤外分光法によって測定され、固体状態で2.43 - 3.3 kJ/mol、液体状態で8.95 kJ/mol または 8.83 kJ/molという数値が出た。

### 互変異性化機構A
2-ピリドン単分子での互変異性は、禁制である1,3-スプラ型遷移状態を経るため、この機構での異性化には高いエネルギー障壁(理論計算により、125または210 kJ/molと見積もられている)が存在する。よって分子内のプロトン移動による互変異性はエネルギー的に不利であり、ほかの互変異性化機構が提案されている。

## 二量体
2-ピリドンと2-ヒドロキシピリジンは水素結合を利用して二量体を形成することができる。

### 固体状態
固体状態では二量体を形成しない。2-ピリドンは水素結合によってらせん構造を形成する。5-メチル-3-カルボニトリル-2-ピリドンのようないくつかの置換2-ピリドンは固体中で二量体を形成する。これらの構造は決定は全てX線回折によってなされ、水素は窒素ではなく酸素の近くに位置していることが確認された。

### 溶液
溶液中では二量体を形成する。二量化する割合は溶媒の極性に大きく左右される。プロトン性極性溶媒は水素結合に介入するので、ここでは単量体の割合が高くなる。無極性溶媒での疎水性相互作用は二量体の形成を促す。また、互変異性体の割合も溶媒に依存する。全ての可能な二量体や互変異性体の間には平衡が成立しており、全ての平衡定数を正確に測定するのは非常に難しい。
都合よく片方の平衡を無視して計算することはできない。たとえば無極性溶媒中の2つの互変異性体間のエネルギー差を計算するとき、ほとんどが二量体を形成していると仮定すると、誤った値が導かれる。

### 互変異性化機構B
直接的な互変異性化はエネルギー的に不利であるが、2つのプロトンに支えられた二量体では、水素結合を介して互いにプロトンを交換することで互変異性化が達成できる。プロトン性溶媒ではプロトン転位がさらに起こりやすくなる。

## 合成
まず環化反応によって2-ピロンが得られ、これはアンモニアによる交換反応によって2-ピリドンに変換される。
ピリジンは過酸化水素などの酸化剤によりアミンオキシドを形成する。このピリジン-N-オキシドは無水酢酸と転位反応を起こして2-ピリドンに変換される。
Guareschi-Thorpe縮合において、シアノアセトアミドは1,3-ジケトンと反応し2-ピリドンに変換される.反応名はIcilio GuareschiとJocelyn Field Thorpeにちなんでいる。

## 化学的性質

DNAの塩基対と2-ピリドンの二量体

2-ピリドンはエステルのアミノリシスなどのプロトンが関与するさまざまな反応を触媒する。融解した2-ピリドンが溶媒として使われることもある。糖質の変旋光と2-ピリドンは、無極性溶媒中の活性化エステルとアミンエステルの反応に大きな影響を与える。これは互変異性化とダイトピック受容体としての有効性によるものである。最近関心を集めているのは、2-ピリドンやその互変異性体からのプロトン転位と同位体標識をつかって、反応速度論や量子化学を用いた方法で化学反応の律速段階を定めることが試みられている。
右図のように、2-ピリドンの二量体の構造はDNAやRNAで見られる塩基対のものと似ている。これらの二量体は実験化学または理論化学において、塩基対の単純なモデルとして使われる。
2-ピリドンとそのいくつかの誘導体は配位化学における配位子になる。たいていカルボン酸イオンのように1,3-架橋配位子として配位する。
2-ピリドンは天然には存在しないが2-ピリドン誘導体のなかには、あるヒドロゲナーゼの補因子として単離されているものがある。

## 微生物への影響
2-ピリドンは土壌中で微生物によってすみやかに分解され、その半減期は一週間未満である。2-ピリドンを炭素・窒素源またはエネルギー源として利用できる生物が、多くの研究者によって確認された。最も大々的に研究されたのはグラム陽性菌で放線菌の一種であるアルスロバクター・クリスタロポイエテス (Arthrobacter crystallopoietes) であり、 そのほか多くの有機体が2-ピリドンを炭化水素、カルボン酸、ヒドロキシピリジンなどに分解させることがわかった。2-ピリドンの分解はモノオキシゲナーゼの攻撃により始まり、2,5-ジヒドロキシピリジンのようなジオールを生成し、これはマレイン酸経路を通じて代謝される。環の切断は2,5-ジヒドロキシピリジンモノオキシゲナーゼの働きを促進し、マレイン酸経路を通じてニコチン酸の代謝にも関与する。Arthrobacter crystallopoietesの例では、少なくとも分解経路の一部がプラスミドを媒介としていた。ピリジンジオールは明瞭な色素を形成するために溶液中で化学的輸送を行う。似たような色素がキノリンの分解で確認されているが、黄色色素が多くはピリジン溶液の分解で報告されていて、これらの溶媒の存在下でリボフラビンからの無置換ピリジンまたはピコリンの過剰生産が原因である。一般に、ピリドン、ジヒドロキシピリジン、ピリジンカルボン酸の分解はふつうオキシゲナーゼに媒介され、ピリジンの分解はそうではない。